# Pierre Chambiges
Pierre Chambiges (... – Parigi, 19 giugno 1544) è stato un architetto francese maestro muratore ( maître des œuvres de Maçonnerie et marciapiede de la Ville de Paris ) per Francesco I di Francia e suo figlio Enrico II.
Figlio di Martin; proseguì dopo la morte del padre nel 1532 il transetto della cattedrale di Beauvais e quello di Senlis, la ristrutturazione del Castello di Chantilly commissionato dai Montmorency, di quello di Fontainebleau e di Saint-Germain-en-Laye.
Lo stile di Pierre Chambiges segue i canoni del tardo gotico con influssi, arti e forme rinascimentali.